# Torridincolidae
Torridincolidae là một họ bọ cánh cứng trong phân bộMyxophaga.